# Gyromitra esculenta
Gyromitra esculenta é um fungo ascomicete do género Gyromitra, com ampla distribuição na Europa e América do Norte. Ocorre normalmente em solos arenosos sob árvores de coníferas durante a primavera e início do verão. O corpo frutífero, ou cogumelo, é um píleo com forma de cérebro de cor castanha-escura que pode atingir os 15 cm de largura, suportado por um estipe grosso com até 6 cm de altura.
Apesar de potencialmente fatal se ingerido cru, Gyromitra esculenta é um petisco popular na Escandinávia, Europa de Leste, e na região dos Grandes Lagos da América do Norte. Apesar de popular em alguns distritos dos Pirenéus orientais, a sua venda é proibida na Espanha. Pode ser vendido fresco na Finlândia, mas tem de ser acompanhado de avisos e instruções sobre a sua correta preparação. Na culinária da Finlândia é consumido em omeletes, sopas, ou salteado.
Embora seja, em geral, parcialmente cozinhado antes de ser preparado, evidências recentes sugerem que mesmo este procedimento pode não tornar o cogumelo inteiramente seguro, criando assim alguma preocupação sobre os riscos associados ao seu consumo mesmo quando preparado de modo correto. Quando consumido, o agente ativo principal do fungo, a giromitrina, é hidrolisada formando-se um composto tóxico chamado monometilidrazina. Esta toxina afeta o fígado, sistema nervoso central, e por vezes os rins. Os sintomas de envenenamento incluem vómitos e diarreia várias horas após a ingestão, seguidos de tonturas, letargia e cefaleia. Casos graves podem levar ao delírio, coma e até à morte após cerca de 5-7 dias.

## Taxonomia e nomenclatura
O fungo foi descrito pela primeira vez pelo micologista Christiaan Hendrik Persoon, como Helvella esculenta, e recebeu o seu nome binomial atual quando o micologista sueco Elias Magnus Fries o colocou no género Gyromitra em 1849. O nome do género é derivado dos termos em grego antigo gyros/γυρος "redondo" e mitra/μιτρα "testeira". O seu epíteto específico é derivado do latim esculentus, "comestível".
Nos países anglófonos é conhecido por uma variedade de nomes descritivos comuns tais como cogumelo cérebro, fungo turbante, orelhas de elefante, ou cogumelo bife, apesar desta última poder referir-se também ao muito menos tóxico Fistulina hepatica. Datando do século XIX, o termo alemão lorchel é um resultado do termo mais antigo lorche, do baixo-alemão do século XVIII Lorken, alinhando com o termo foneticamente (e graficamente) similar morchel (referente a Morchella).
Gyromitra esculenta é membro de um grupo de fungos que se assemelham aos muito apreciados Morchella. Este grupo inclui outras espécies do género Gyromitra, como G. infula, G. caroliniana e G. gigas. Enquanto algumas destas espécies contêm pouca ou nenhuma giromitrina, muitos guias recomendam tratá-los a todos como venenosos, dado que as suas aparências similares e grande variação intraespecífica podem tornar difícil uma identificação confiável.
Os mais distantemente aparentados cogumelos ascomicetes do género Verpa, como V. bohemica e V. conica, tal como os Gyromitra, são consumidos por alguns, e considerados venenosos por outros.
O género Gyromitra foi durante muito tempo considerado parte da família Helvellaceae, juntamente com o género Helvella. As análises do ADN ribossómico de muitos dos membros de Pezizales mostraram que Gyromitra esculenta e outros cogumelos de aspeto similar eram apenas distantemente aparentados com os restantes membros de Helvellaceae e outrossim bastante próximos do género Discina, formando um clado que também inclui Pseudorhizina, Hydnotrya, e Gymnohydnotrya. Assim, os cinco géneros são agora incluídos na família Discinaceae.

## Descrição

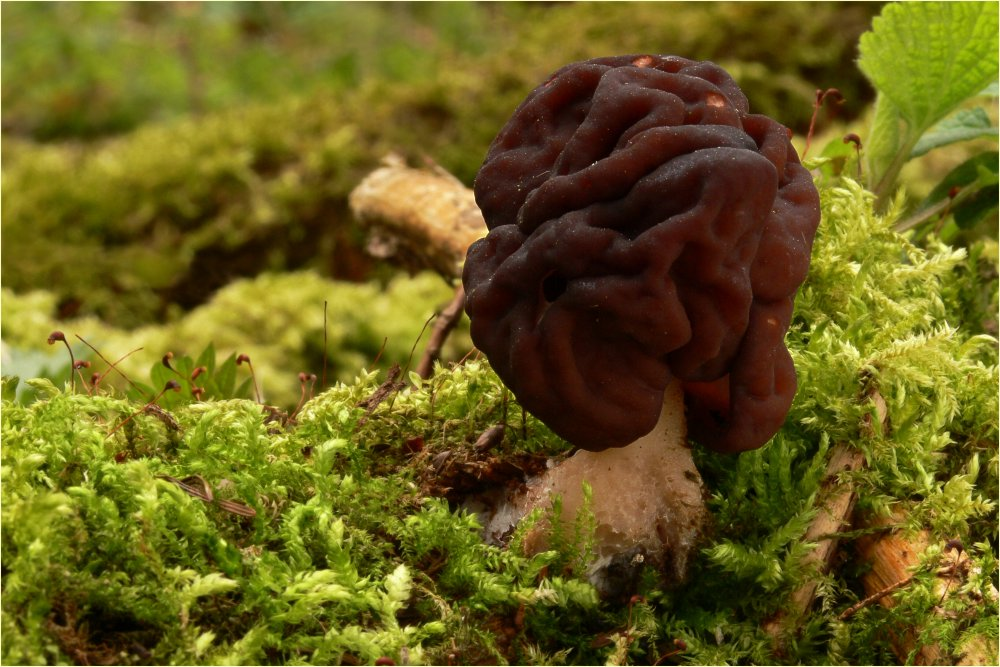
Um espécime jovem com chapéu menos enrugado.

O chapéu de forma irregular, fazendo lembrar um cérebro, pode ter até 10 cm de altura e 15 cm de largura. Inicialmente liso, torna-se progressivamente mais enrugado à medida que cresce e envelhece. A cor do chapéu pode ser de vários tons de castanho (avermelhado, purpurado, escuro, etc.). Os espécimes oriundos da Califórnia podem ter chapéus mais avermelhados. Unido ao chapéu em vários pontos, o estipe tem 3 a 6 cm de altura e 2 a 3 cm de largura. O estipe de Gyromitra esculenta é sólido enquanto que os de Morchella spp. são ocos. O odor pode ser agradável e tem sido descrito como frutado, e o fungo tem sabor suave. A esporada é esbranquiçada, com esporos transparentes que são elípticos e com 17–22 μm de comprimento.
G. esculenta assemelha-se às várias espécies de Morchella, apesar de estas últimas serem mais simétricas e assemelharem-se mais a esponjas de cor cinza, ou castanha. O seu chapéu é geralmente mais escuro e maior.

## Distribuição e habitat
Gyromitra esculenta desenvolve-se em solos arenosos de floresta temperada de coníferas [sobretudo debaixo de pinheiros (Pinus spp.)] e ocasionalmente em bosques decíduos [por exemplo sob choupos (Populus spp.)]. O período de apanha estende-se de abril a julho, antes daquele de outras espécies, e o fungo pode até surgir com o derretimento da neve. Pode ser abundante em algumas áreas e raro noutras. É mais comumente encontrado em locais onde o solo foi perturbado, como em covas, zonas desmatadas, zonas de escorrência, e bermas de estrada. Há relatos de entusiastas finlandeses enterrarem papel de jornal inoculado com o fungo no outono, regressando na primavera seguinte para colher os cogumelos.
Apesar de ser mais abundante nos bosques coníferos montanos e setentrionais como a Serra Nevada e a Cordilheira das Cascatas no noroeste da América do Norte, Gyromitra esculenta é encontrado um pouco por todo o continente, e para sul até ao México. É também comum na Europa Central, menos abundante a leste, e mais em áreas de montanha que em terras baixas. Está registada a sua ocorrência na Irlanda do Norte, na província de Uşak na Turquia Ocidental, e na vizinhança de Kaş na província de Antalya na costa sul da Turquia.

## Toxicidade

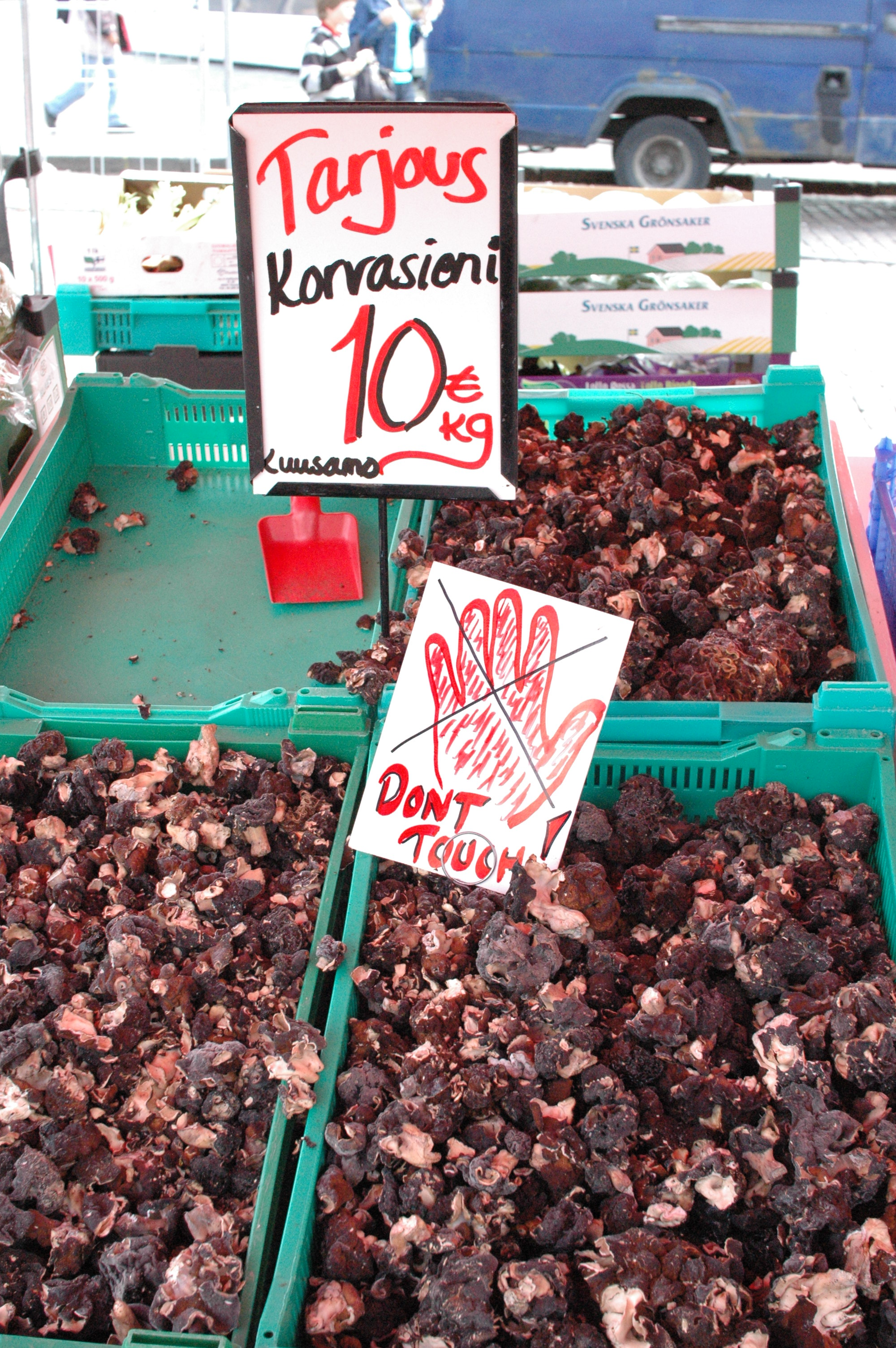
À venda com aviso, Praça do Mercado, Helsínquia.

Reações tóxicas são conhecidas há pelo menos cem anos. Devido à grande variedade dos efeitos observados, os peritos especulavam que a reação era sobretudo alérgica e específica do consumidor, ou uma má identificação, e não tanto consequência da toxicidade inata do fungo. Algumas pessoas sofriam gravemente ou pereciam enquanto outras não exibiam quaisquer sintomas após ingerirem quantidades semelhantes de cogumelos do mesmo prato. Outras pessoas eram envenenadas após ingerirem Gyromitra esculenta durante anos sem quaisquer efeitos nefastos.  Contudo, o fungo é agora amplamente reconhecido como potencialmente fatal.
Gyromitra esculenta contém quantidades do veneno giromitrina que variam localmente entre as populações; apesar de estes fungos estarem apenas raramente envolvidos em envenenamentos tanto na América do Norte como na Europa Ocidental, as intoxicações são frequentes na Europa de Leste e Escandinávia. Um estudo polaco de 1971 relatava que nessa altura esta espécie era responsável por até 23% das mortes por envenenamento com cogumelos registadas todos os anos. As taxas de mortalidade diminuíram desde meados do século XX; na Suécia o envenenamento é comum, apesar de não terem sido relatados casos de envenenamento grave ou mortes entre 1952 e 2002. O envenenamento por Gyromitra é raro na Espanha, devido à prática bastante disseminada de secar os cogumelos antes da preparação e consumo, mas tem uma taxa de mortalidade próxima de 25%.
Estima-se que a dose letal de giromitrina seja entre 10–30 mg/kg para crianças e 20–50 mg/kg em adultos. Tais doses correspondem a cerca de 0.2–0.6 kg e 0.4–1 kg de cogumelos frescos respectivamente. Porém, as respostas individuais podem variar e pessoas que ingerem quantidades semelhantes podem sofrer qualquer grau de intoxicação desde mínimo a grave. As evidências conhecidas sugerem que as crianças são afetadas mais seriamente; não está claro se tal se deve a um quociente maior entre o peso de cogumelos ingerido e o peso corporal ou a diferenças nas atividades enzimática e metabólica. Apesar de a quantidade de giromitrina presente poder ser significativamente reduzida por escaldamento, existem evidências de que o consumo repetido pode aumentar o risco de intoxicação.

### Variação geográfica
As populações de Gyromitra esculenta parecem variar geograficamente no que à sua toxicidade diz respeito. Um estudo francês mostrou que cogumelos colhidos em altitudes mais elevadas têm concentrações menores de toxina do que aqueles de elevações menores, e existem algumas evidências de que os fungos a oeste das Montanhas Rochosas na América do Norte contêm menos toxina do que aqueles a leste. Porém, foram relatados envenenamentos a oeste, embora menos frequentemente que na Europa.

### Bioquímica

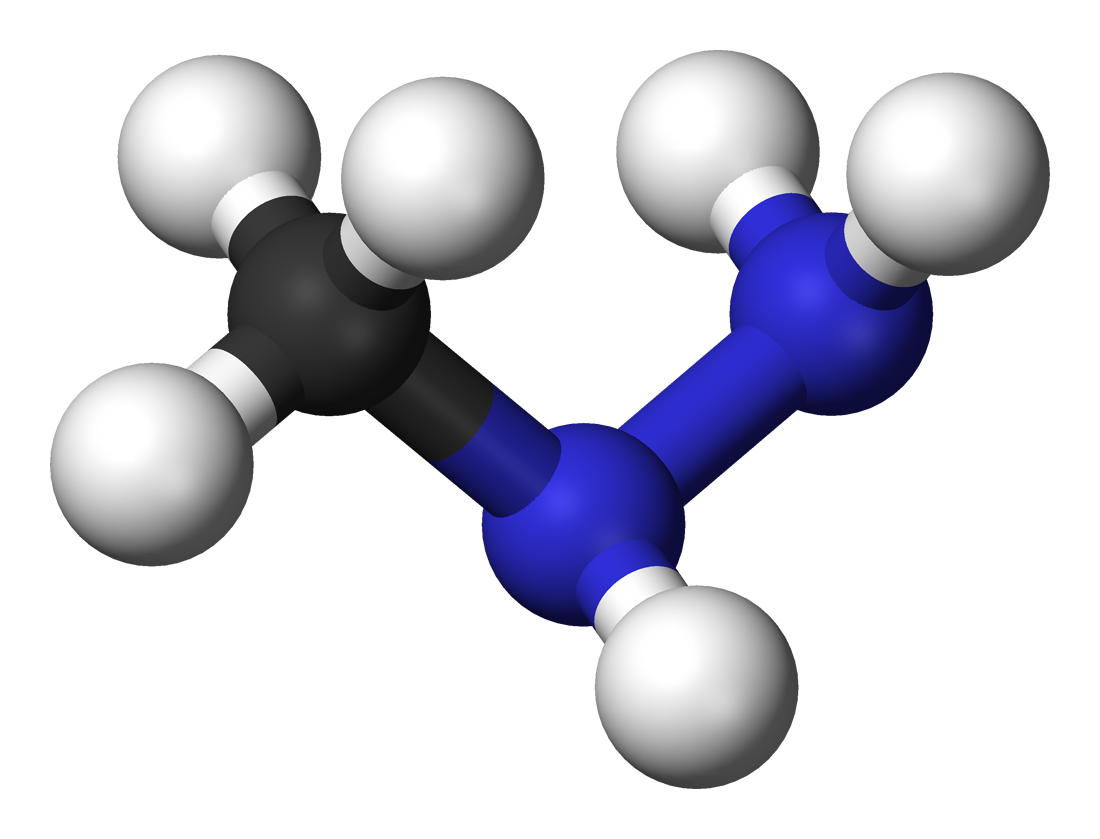
Monometilidrazina (CH_{3}N_{2}H_{3}), um metabolito tóxico.

A identidade dos constituintes tóxicos eludiu os investigadores até 1968, quando a acetaldeído N-metil-N-formilidrazona, mais conhecida como giromitrina, foi isolada. A giromitrina é um composto de hidrazina volátil solúvel em água hidrolisado pelo corpo humano em monometilidrazina. Outros derivados de N-metil-N-formilidrazona foram isolados nas pesquisas subsequentes, embora estejam presentes em quantidades menores. Estes outros compostos poderiam também produzir monometilidrazina quando hidrolisados, embora permaneça por esclarecer quanto cada um deles contribui para a toxicidade de Gyromitra esculenta.
As toxinas reagem com o piridoxal-5-fosfato - a forma ativada da piridoxina - e formam uma hidrazona. Isto reduz a produção do neurotransmissor ácido gama-aminobutírico (AGAB) por via da diminuição da atividade da descarboxilase do ácido glutâmico, produzindo os sintomas neurológicos. A monometilidrazina causa também tensão oxidante conduzindo a metemoglobinemia. Adicionalmente, durante o metabolismo da monometilidrazina, é produzida, N-metil-N-formilidrazina;  esta sofre metabolismo oxidante regulado pelo citocromo p450 o qual, por meio de intermediários reativos de nitrosamida, conduz à formação dos radicais de metilo que levam à necrose do fígado. A inibição da diamina oxidase (histaminase) aumenta os níveis de histamina resultando em dores de cabeça, náuseas, vómitos e dor abdominal.

### Sintomas
Os sintomas de envenenamento são tipicamente gastrointestinais e neurológicos. Os sintomas ocorrem 6 a 12 horas após a ingestão, embora casos mais graves de envenenamento possam apresentar-se mais cedo, como 2 horas após a ingestão. Os sintomas iniciais são gastrointestinais, com aparecimento súbito de náusea, vómito, e diarreia aquosa que pode ser sanguinolenta. Pode ocorrer desidratação se o vómito e a diarreia forem severos. Tonturas, letargia, vertigens, tremores, ataxia, nistagmo, e dores de cabeça surgem pouco depois; frequentemente ocorre febre, uma característica distintiva que não ocorre após envenenamento com outros tipos de cogumelos. Na maioria dos casos de envenenamento, os sintomas não progridem para lá destes sintomas iniciais, e os pacientes recuperam-se após 2 a 6 dias de doença.
Em alguns casos pode existir uma fase assintomática a seguir aos sintomas iniciais e que é seguida de sintomas de toxicidade mais significativa incluindo danos renais, hepáticos, e disfunção neurológica incluindo convulsões e coma. Estes sinais desenvolvem-se geralmente em 1 a 3 dias nos casos sérios. O paciente desenvolve icterícia e o fígado e baço aumentam de tamanho, em alguns casos os níveis de glicemia aumentam (hiperglicemia) e em seguida baixam (hipoglicemia) e é observada toxicidade hepática. Adicionalmente, hemólise intravascular causa a destruição de glóbulos vermelhos resultando num aumento da hemoglobina livre e hemoglobinúria que pode conduzir a toxicidade renal ou falha renal. A metemoglobinemia pode também ocorrer em alguns casos, devido a níveis de metemoglobina no sangue mais altos do que o normal (a metemoglobina é uma forma de hemoglobina que não pode transportar oxigénio). Causa dificuldades respiratórias e cianose no paciente. Casos de envenenamento grave podem progredir para uma fase neurológica terminal, com delírio, fasciculações musculares e convulsões, e midríase progredindo para o coma, colapso circulatório, e paragem respiratória. A morte pode ocorrer cinco a sete dias após a ingestão.

### Tratamento
O tratamento é sobretudo de suporte; a descontaminação gástrica com carvão ativado pode ser benéfica se for procurada assistência médica até algumas horas após a ingestão. Contudo, muitas vezes os sintomas levam mais tempo a desenvolver-se, e os pacientes geralmente não buscam tratamento até muitas horas após a ingestão, limitando a sua eficácia. Pacientes com vómito ou diarreia severos podem ser reidratados com fluidos intravenosos. É feita a monitorização dos parâmetros bioquímicos como nível de metemoglobina, eletrólitos, funções renal e hepática, urinálise e hemograma, e quaisquer anomalias são corrigidas. Pode ser utilizada diálise se a função renal estiver diminuída ou se os rins estiverem a falhar. A ocorrência de hemólise pode requerer uma transfusão de sangue para substituir os eritrócitos perdidos, enquanto que a metemoglobinemia é tratada com azul de metileno intravenoso.
A piridoxina, também conhecida como vitamina B6, pode ser usada para contrariar a inibição da monometilidrazina sobre o passo dependente da piridoxina na síntese do neurotransmissor AGAB. Assim, a síntese de AGAB pode continuar e os sintomas são aliviados. No entanto, a piridoxina é útil apenas para os sintomas neurológicos e não diminui a toxicidade hepática, administrando-se com a dosagem de 25 mg/kg; pode ser repetidamente administrada até ser atingido o máximo total de 15 a 30 g/dia se os sintomas não melhorarem. São administradas benzodiazepinas para controlar as convulsões; como elas modulam também os receptores de AGAB elas podem potencialmente aumentar o efeito da piridoxina. Adicionalmente a monometilidrazina inibe a transformação química do ácido fólico na sua forma ativa, o ácido folínico; esta situação pode ser tratada com a administração de ácido folínico, entre 20 a 200 mg/dia.

### Carcinogenicidade
Foi demonstrado que a monometilidrazina, os seus precursores metilformilidrazina e giromitrina bem como Gyromitra esculenta cru, são carcinogénicos em animais. Embora não se tenha observado que Gyromitra esculenta causa cancro em humanos, é possível que haja um risco carcinogénico para as pessoas que ingerem estes cogumelos. As toxinas podem ter efeitos cumulativos e mesmo pequenas quantidades poderão ter um efeito carcinogénico. Foram isoladas a partir de Gyromitra esculenta pelo menos onze hidrazinas, e não se sabe se os potenciais carcinógenos podem ser completamente removidos pela escalda.

## Consumo

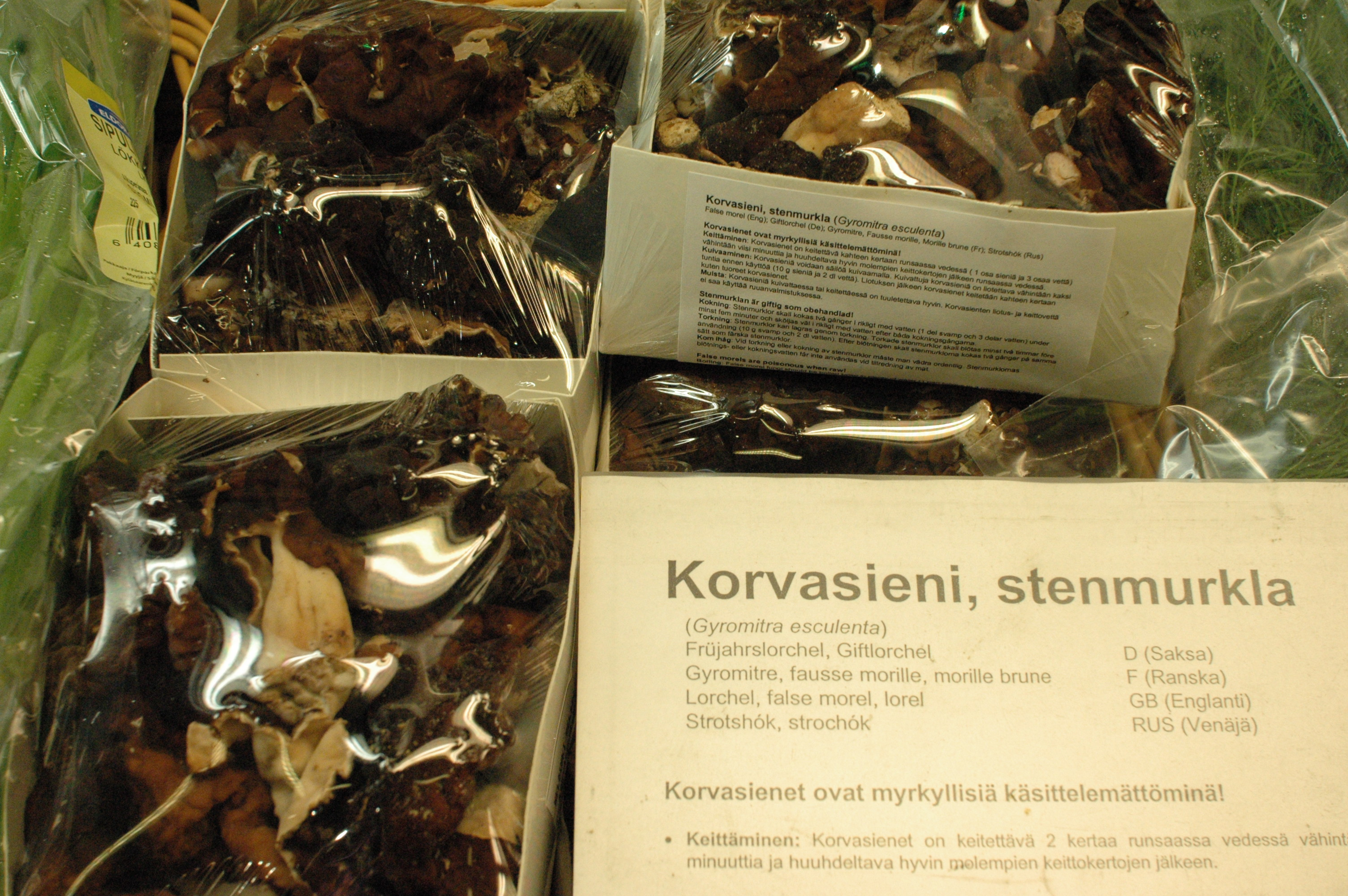
À venda em Helsínquia.

Apesar da sua reconhecida toxicidade, Gyromitra esculenta é comercializado e consumido em vários países ou estados na Europa e América do Norte. Anteriormente era consumido na Alemanha, sobretudo cogumelos colhidos e exportados pela Polónia; porém, mais recentemente, a Alemanha e a Suíça desencorajaram o consumo ao proibirem a sua venda.
Também na Suécia a Autoridade Alimentar Nacional avisa que não é próprio para consumo humano, e restringe a compra de cogumelos apenas aos restaurantes. O cogumelo é ainda bastante apreciado e consumido na Bulgária, onde é vendido em mercados e colhido para exportação. Em alguns países como a Espanha, especialmente na região oriental dos Pirenéus, este cogumelo é considerado uma especialidade, e muitas pessoas afirmam que o consomem há anos sem efeitos nefastos. Ainda assim, é listado como perigoso nas listas oficiais de cogumelos publicadas pelo governo catalão e a venda ao público é proibida em toda Espanha. A compra e venda destes cogumelos frescos é legal na Finlândia, onde são muito apreciados. Contudo, por lei, os cogumelos têm de ser acompanhados de um aviso informando que são venenosos, e de instruções de preparação legalmente prescritas. São também comercializados preparados e enlatados, caso em que estão prontos para serem consumidos. Os números oficiais do Ministério da Agricultura e Florestas finlandês reportam que a quantidade destes cogumelos vendida em 2006 na Finlândia foi 21,9 toneladas e 32,7 toneladas, considerada como acima da média, em 2007. Em 2002, a Autoridade de Segurança Alimentar da Finlândia estimou que o consumo anual seja de várias centenas de toneladas em anos de grande abundância. Fora da Europa, Gyromitra esculenta é consumido na região dos Grandes Lagos e em alguns estados ocidentais dos Estados Unidos.
Na culinária da Finlândia podem ser cozinhados em omeletes, ou ligeiramente salteados com manteiga, com adição de farinha e leite para fazer um molho béchamel ou enchimento de tartes. Em alternativa, pode ser adicionado mais líquido para obter uma sopa. Os condimentos tipicamente adicionados são a salsa, o cebolinho, o aneto e a pimenta-preta.

### Preparação

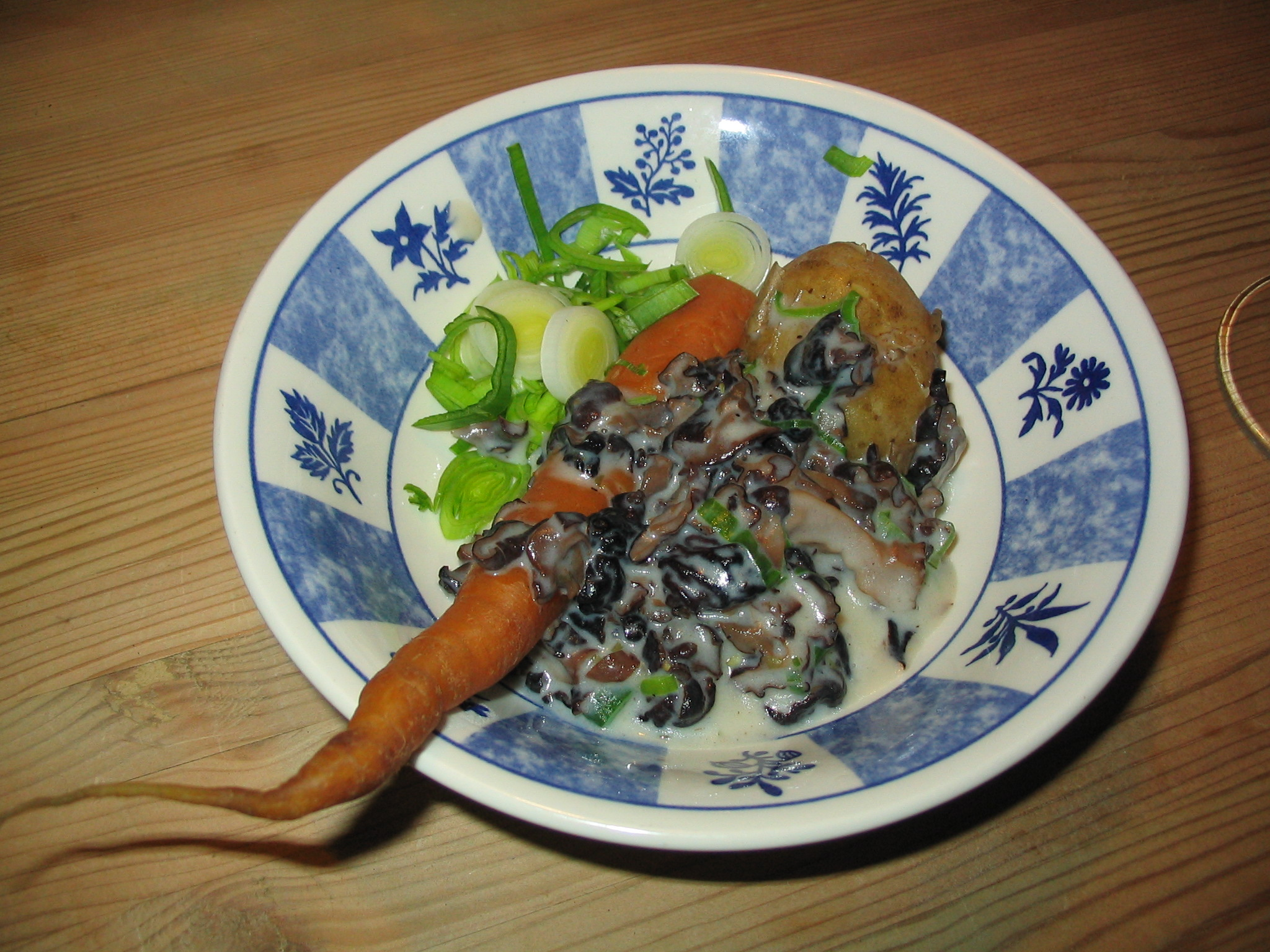
Cozinhados num molho de natas.

A maior parte da giromitrina tem que ser removida para tornar os cogumelos comestíveis. O procedimento recomendado requer que os cogumelos sejam primeiro secos e depois fervidos, ou que sejam fervidos os cogumelos frescos. Para preparar os cogumelos frescos é recomendado cortá-los em pequenos pedaços e escaldá-los duas vezes em quantidades copiosas de água, pelo menos três partes de água para uma parte de cogumelos cortados, durante pelo menos cinco minutos, e enxaguá-los cuidadosamente com água limpa após cada escalda. Cada vez que o cogumelo é escaldado o teor de giromitrina é reduzido em 90%. A giromitrina é lixiviada para a água, na qual permanecerá, portanto a água usada na escalda tem de ser descartada e e substituída com água limpa após cada ronda de escalda. Secar os cogumelos pode também reduzir a concentração de giromitrina; dez dias de dessecação ao ar livre reduz a quantidade de giromitrina em 90%. Contudo, continua a ser recomendado que os cogumelos sejam fervidos depois de secos.
A monometilidrazina entra em ebulição aos 87,5 °C e portanto vaporiza-se prontamente para o ar quando a água que contém os cogumelos é fervida. Espaços fracamente ventilados permitem a acumulação de vapor que pode resultar em envenenamento por giromitrina. Caso os cogumelos sejam escaldados dentro de portas, deve-se ter o cuidado de assegurar uma ventilação adequada, e, se surgirem sintomas de envenenamento por giromitrina, procurar de imediato ar fresco. Mesmo após a fervura, pequenas quantidades de giromitrina permanecem nos cogumelos. Dada a possibilidade de acumulação de toxinas, não é recomendado o seu consumo repetido.

### Perspetivas de cultivo
Apesar da sua toxicidade, Gyromitra esculenta é bastante apreciado em várias regiões. Foram descobertas estirpes com concentrações muito menores de giromitrina, e o fungo foi já cultivado até à frutificação com sucesso. Existe portanto objeto para pesquisas futuras sobre o cultivo de estirpes mais seguras.